# شسبوة
الشَّسْبُوَّة بندقية مغلاقية عسكرية مزودة بمسامير. تشتهر بأنها كانت معدات القوات الفرنسية في الحرب الفرنسية البُرُوسية بين عامي 1870 و1871م.

## معرض الصور

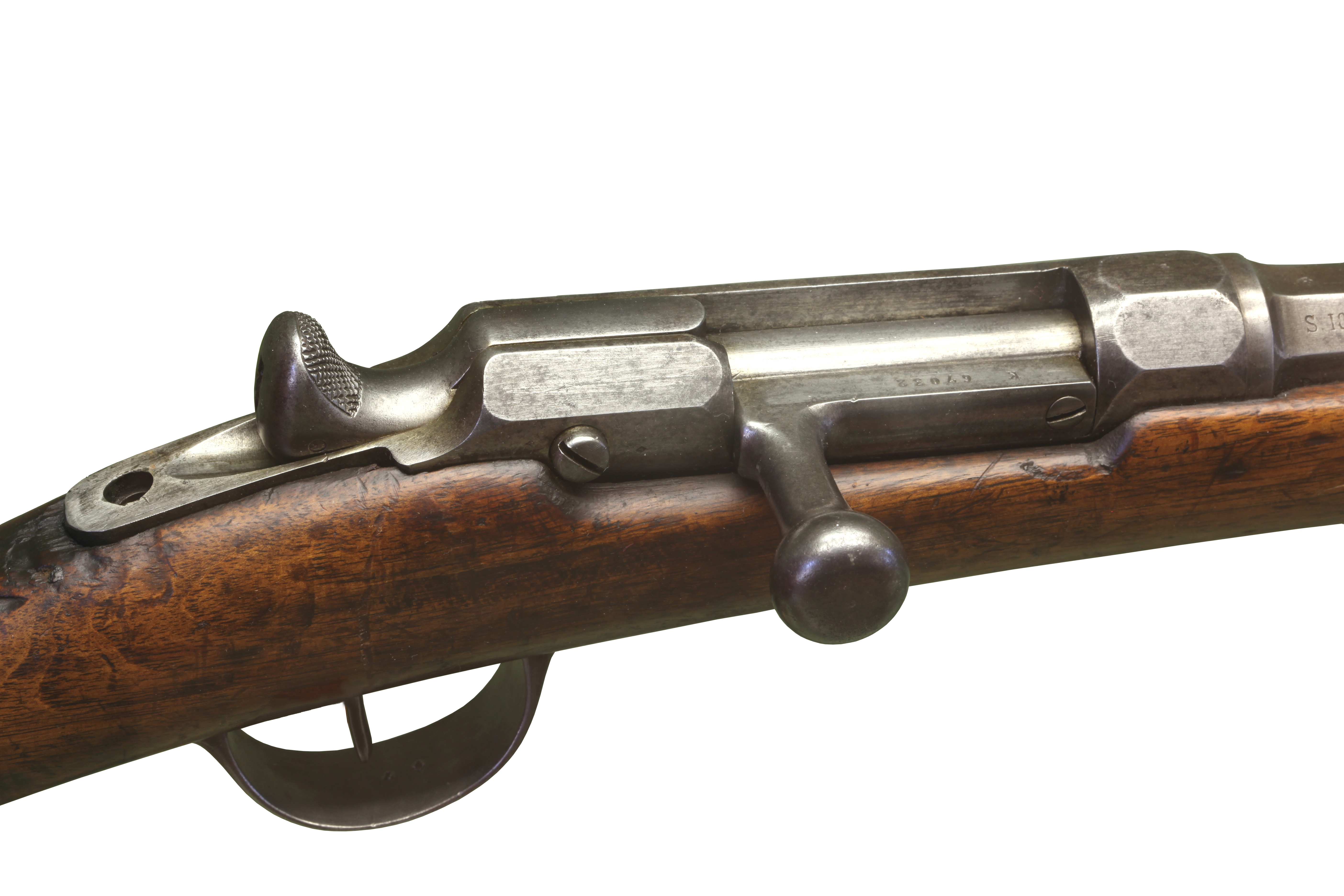
آلية الترباس في الشسبوَّة

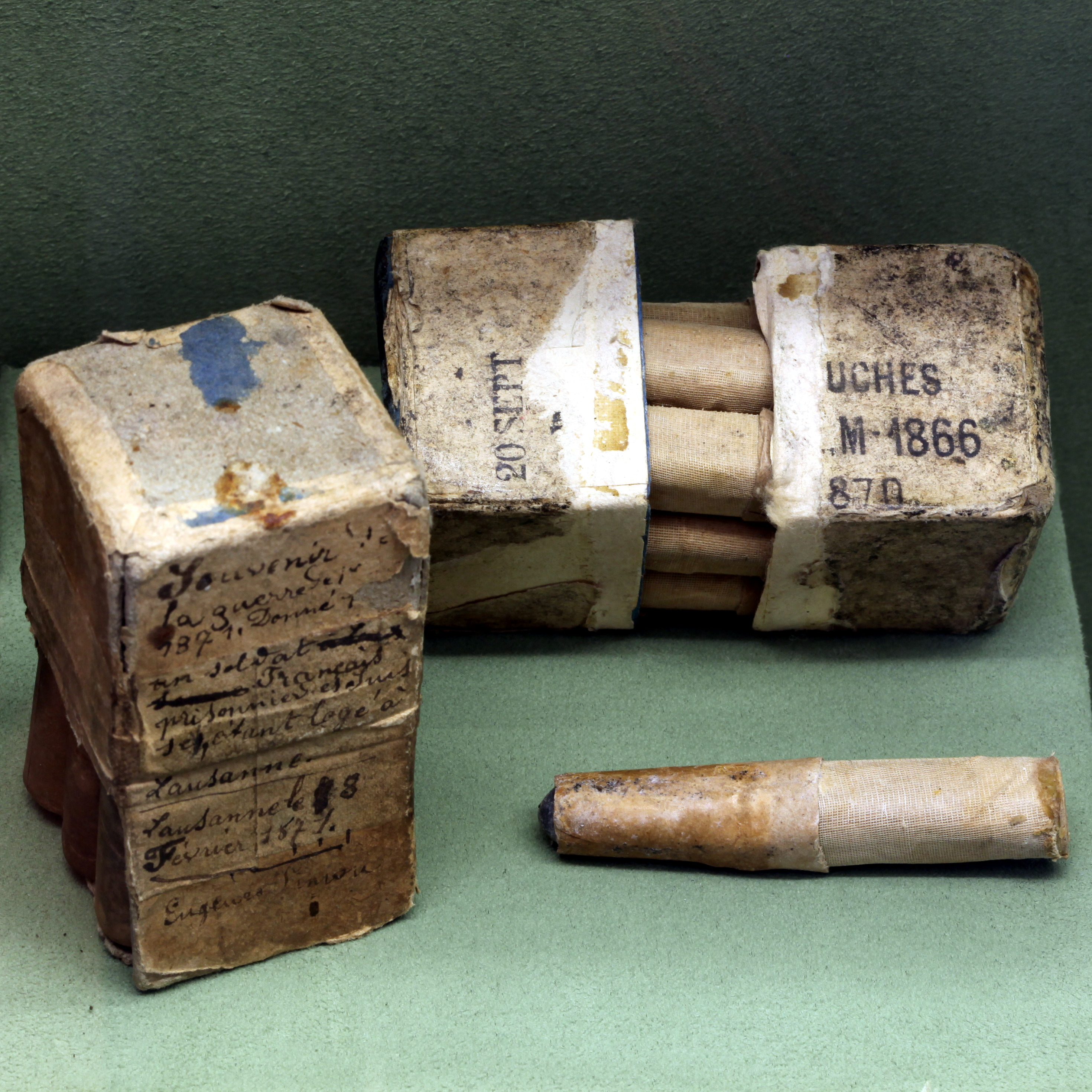
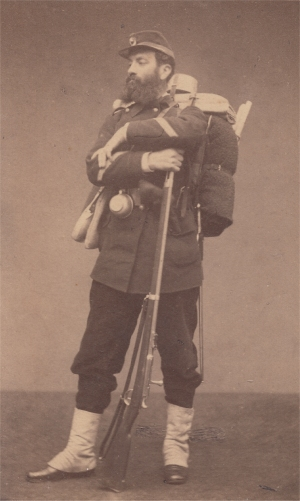
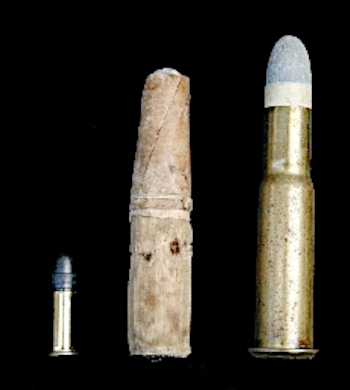
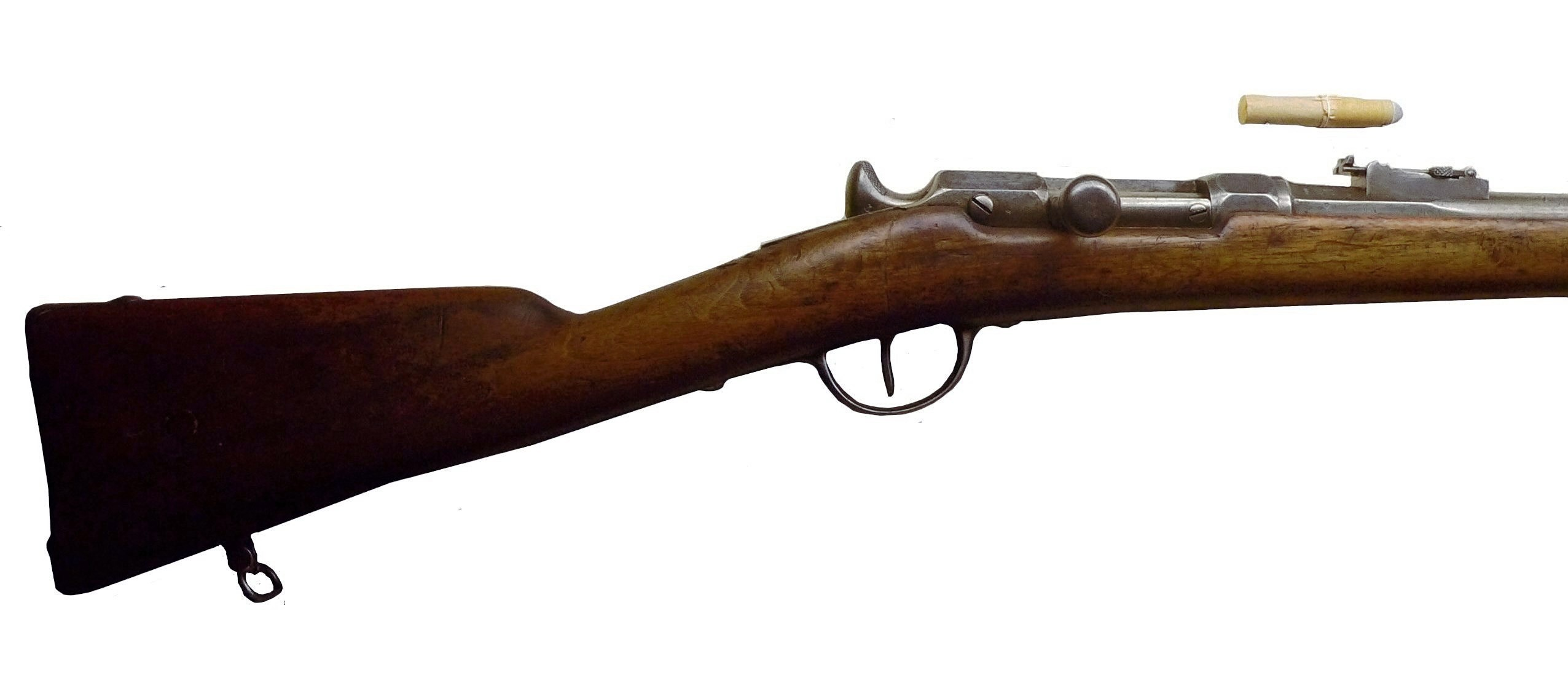
لقطة مقربة مع خرطوشة
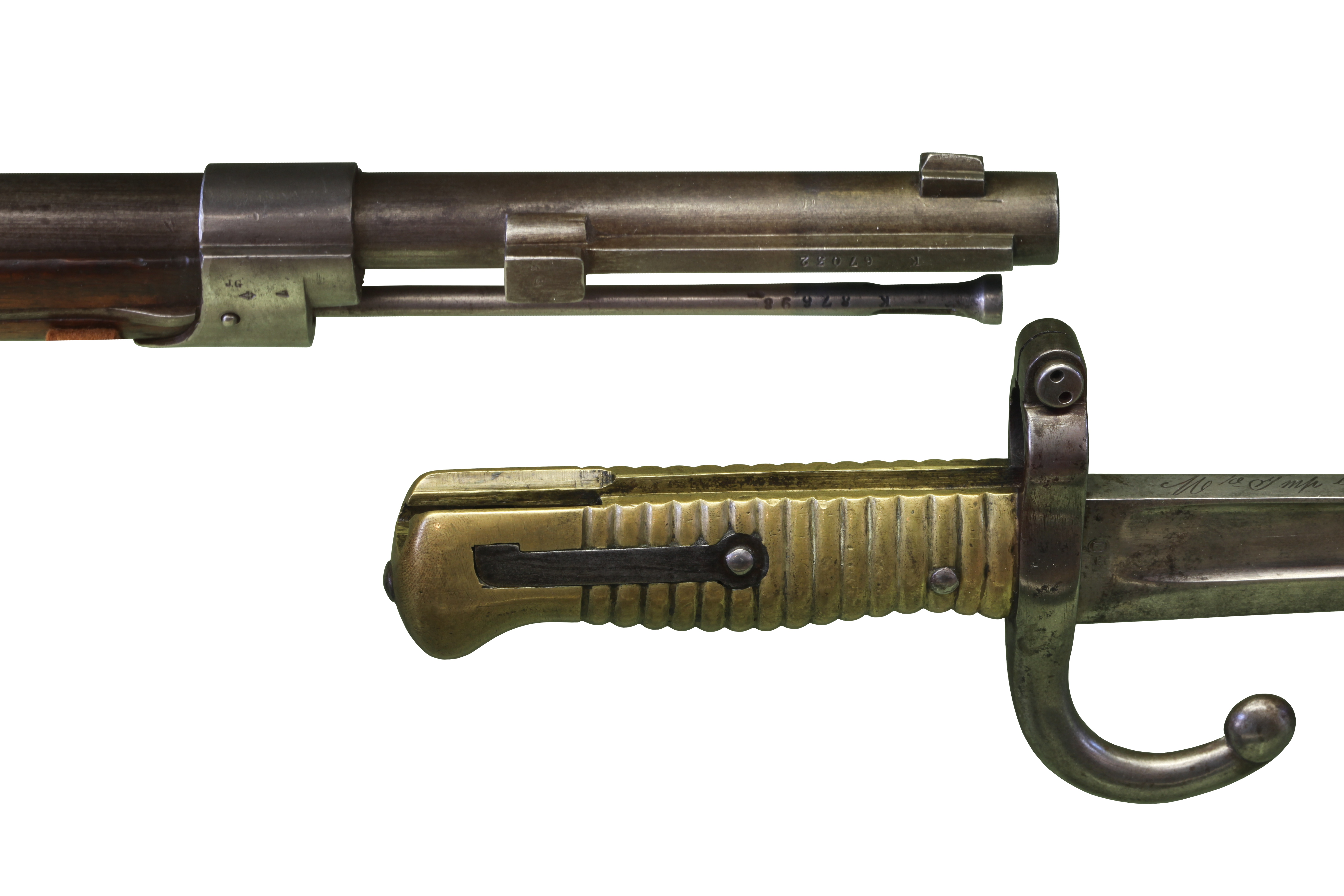
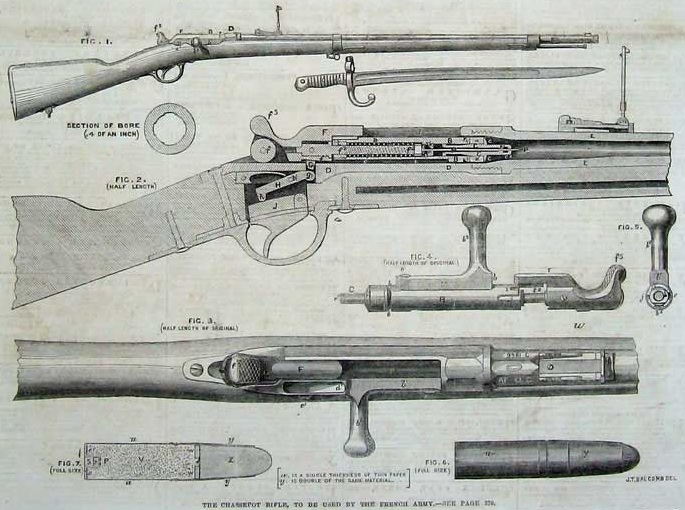
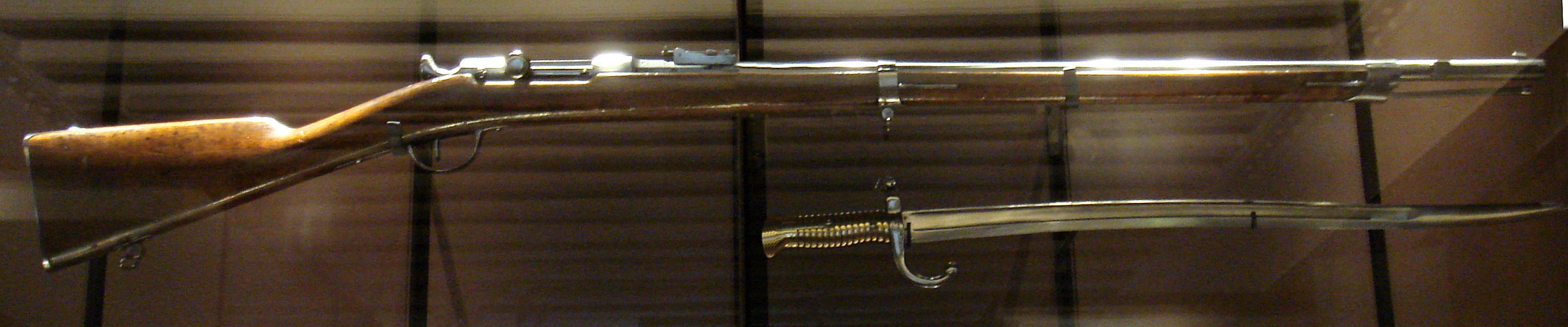